# Айшуацький сільський округ
Айшуа́цький сільський округ (каз. Айшуақ ауылдық округі, рос. Айшуакский сельский округ) — адміністративна одиниця у складі Шалкарського району Актюбінської області Казахстану. Адміністративний центр — село Бегімбет.
Населення — 1744 особи (2021; 2012 у 2009, 2835 у 1999, 2984 у 1989).
Станом на 1989 рік існувала Айшуацька сільська рада (села Бегімбет, Коскак, Южне), село Астауші перебувало у складі Сарибулацької сільради. 1997 року село Южне було передане до складу Бозойського сільського округу, а село Єсетата сільського округу імені Єсета Котібарова — до складу Айшуацького сільського округу. Село Коскак було ліквідоване згідно з рішенням масліхату Актюбінської області від 5 грудня 2007 року № 30 та постановою акімату Актюбінської області від 5 грудня 2007 року № 396.

## Склад
До складу округу входять такі населені пункти:
| Населений пункт | Колишні назви | Населення, осіб (1989) | Населення, осіб (1999) | Населення, осіб (2009) | Населення, осіб (2021) |
| --------------- | ------------- | ---------------------- | ---------------------- | ---------------------- | ---------------------- |
| Бегімбет, село  | -             | 2244                   | 2418                   | 1703                   | 1597                   |
| Єсетата, село   | Астауші       | 247                    | 417                    | 309                    | 147                    |
| Коскак, село    | -             | 493                    | 0                      | 0                      | -                      |